# Big Bertha
Big Bertha (17 de março de 1945 - 31 de dezembro de 1993) foi uma vaca da Irlanda notória pelo recorde em tempo de vida, vindo a falecer três meses após completar 49 anos. Entrou para o Guinness World Records em 2010.

## Vida
Ela foi comprada em uma feira de gado pelo fazendeiro Jerome O'Leary e morava em sua fazenda perto da cidade mercantil de Sneem, no condado de Kerry, sudoeste da Irlanda.
Big Bertha detinha dois recordes mundiais do Guinness: era a vaca mais velha registrada, morrendo a apenas três meses de completar 49 anos, e também detinha o recorde de reprodução vitalícia, tendo produzido 39 bezerros.
Devido ao seu status de recordista, Big Bertha se tornou uma celebridade local. Suas aparições em feiras de gado ajudaram a arrecadar US$ 75 000 para pesquisas sobre câncer e outras instituições de caridade, e ela lideraria o desfile do Dia de São Patrício em Sneem para ajudar na arrecadação de fundos. Antes de suas aparições nos desfiles barulhentos, O'Leary alimentava uísque Big Bertha para estabilizar seus nervos. Após sua morte na véspera de Ano Novo de 1993, um velório foi realizado para ela em um pub, o Blackwater Tavern em Raycoslough, Blackwater, no Condado de Kerry. Com a morte de Big Bertha, O'Leary ainda tinha vários de seus descendentes em seu rebanho, o mais velho dos quais tinha então 35 anos.
 

Após sua morte, Big Bertha foi empalhada, e agora reside em uma fazenda em Beaufort, no Condado de Kerry.